# حركة حسم
حركة سواعِد مِصر وتُعرف أكثر باسم حركة حسم هي حركة مسلحة تنشط في مصر، تعتبرها السلطات المصرية بأنها إحدي الأجنحة العسكرية لجماعة الإخوان المسلمين في مصر أسسها القيادي الإخواني محمد كمال، قامت الحكومة المصرية والبريطانية والأمريكية بتصنيفها على أنها حركة إرهابية.

## الهجمات
- 16 يوليو 2016، أعلنت مسؤوليتها عن اغتيال رئيس مباحث مركز طامية بالفيوم، وإصابة إثنين أخرين من قوات المركز بطلقات نارية عبر قيام مسلحين يستقلون دراجة نارية بإطلاق الأعيرة النارية تجاه السيارة التي كانوا يستقلونها بطريق طامية/كفر محفوظ.[9]
- 5 أغسطس 2016، أعلنت مسؤوليتها عن محاولة اغتيال مفتي مصر السابق علي جمعة.[10]

- 21 أغسطس 2016، اغتيال ضابطين وإصابة 5 أخرين عبر إطلاق نار من مسلحين على كمين العجيزي في مدينة السادات بالمنوفية.[11]
- 4 سبتمبر 2016، قامت فرقة المتفجرات في الحركة بتطويق نادى شرطة دمياط بمجموعة عبوات ناسفة شديدة الانفجار، وقد قام عناصر الخلية بتفجير إحدى هذه العبوات في فرقة المتفجرات التابعة لوزارة الداخلية أثناء محاولة تفكيكها ما أدى إلى إصابة 6 أفراد على رأسهم العقيد معتز سلامة رئيس إدارة المفرقعات في وزارة الداخلية، وأمين شرطة محمد إبراهيم و4 شرطيين آخرين.
- 8 سبتمبر 2016، اغتيال أمين شرطة يدعي صلاح حسن عبد العال بقسم شرطة أول أكتوبر امام مسكنه من مسلحين حركة سواعد مصر.[12]
- 29 سبتمبر 2016 محاولة إغتيال زكريا عبد العزيز أحد كبار مساعدي المدعي العام في مصر بينما كان عائدا من مكتبه في شرق القاهرة، فشلت القنبلة في قتل أو إيذاء عبد العزيز والوفد المرافق له على الرغم من أن أحد المارة قد أصيب ونقل على إثر ذلك إلى المستشفى.[13] يُشارإلى أنّ أبو الفتوح كان أحد القضاة الثلاثة الذين حكموا على الرئيس المعزل محمد مرسي بالسّجنِ عشرين عاما في عام 2015.[14]
- 4 نوفمبر 2016 أعلنت مسؤوليتها عن محاولة اغتيال القاضي المحلّي أحمد أبو الفتوح في مدينة نصر، يُشار إلى أنّ أبو الفتوح كان أحد القضاة الثلاثة الذين حكموا على الرئيس الأسبق محمد مرسي بالسّجنِ عشرين عاما في عام 2015.[14]
- 9 ديسمبر 2016 أعلنت مسؤوليتها عن هجوم استهدفَ نقطة تفتيش على الطريق الرئيسي بالقرب من مجمع أهرامات الجيزة على مشارف القاهرة. قُتل خلال الهجوم 6 من ضباط الشرطة.[15]
- 02 مايو 2017، مقُتل 3 وإصابة 5 من ضباط الشرطة في هجوم علي كمين أعلى الطريق الدائري بمنطقة المقطم بمدينة القاهرة.[16]
- 18 يونيو 2017، مقتل ضابط وإصابة 4 آخرين في هجوم علي سيارة أمن مركزي بعبوة ناسفة في منطقة المعادي بالقاهرة[17]
- 19 يونيو 2017، مقتل ضابط شرطة وإصابة أربعة آخرين بعبوة ناسفة مضادة للمركبات أسفل الطريق الدائري عند أوتوستراد المعادي جنوب القاهرة وتفجيرها لحظة مرور المركبة.
- 1 يوليو 2017، أعلنت مسؤوليتها عن تفجير سفارة ميانمار في القاهرة، وقالت أن «الانفجار انتقام من حملة جيش ميانمار على مسلمي الروهينغا».[18]
- 8 يوليو 2017، أعلنت مسؤوليتها عن اغتيال ضابط الأمن الوطني إبراهيم عزازي في محافظة القليوبية.[19]
- 24 يونيو 2018 أعلنت مسؤوليتها عن محاولة إغتيال مدير أمن الإسكندرية أمام المعسكر الروماني في سيدي جابر عبر تفجير موكبه وقد قُتل ضابطين وأصيب 5 أخرين من حراسته.[20][21][22]
- 5 أغسطس 2019 اتهمت وزارة الداخلية المصرية الحركة بالوقوف وراء تفجير معهد الأورام عام 2019، ولكن الحركة نفت ذلك.[23][24]

## جماعة إرهابية
- في 22 كانون الأول/ديسمبر 2017؛ حظرت حكومة المملكة المتحدة حركة حسم واعتبرتها منظمة إرهابية'.[25]
- في 31 كانون الثاني/يناير 2018؛ حظرت حكومة الولايات المتحدة حركة حسم واعتبرها منظمة أجنبية إرهابية.[26]